# Antonio Cassano
Antonio Cassano (Bari, 12. srpnja 1982.) je talijanski umirovljeni nogometaš i bivši reprezentativac. U siječnju 2017. je Cassano raskinuo ugovor s talijanskim prvoligašem Sampdorijom.

## Vanjske poveznice
- Profil na Transfermarktu
- Profil na Soccerwayu